# Rheinbahn 106–119
Die Straßenbahntriebwagen mit den Nummern 106–119 wurden von der Rheinischen Bahngesellschaft (kurz Rheinbahn), dem Betreiber der Straßenbahn Düsseldorf, in den Jahren 1935 und 1936 bei der ortsansässigen Düsseldorfer Waggonfabrik (Düwag) beschafft. Sie waren für das sogenannte Benrather Netz der Rheinbahn vorgesehen, das abweichend vom restlichen Netz der Rheinbahn in Meterspur ausgeführt war. Nachdem das Benrather Netz in den Jahren 1961/1962 stillgelegt worden war, konnte die Rheinbahn die nach Kriegsverlusten noch vorhandenen zehn Triebwagen an andere Betriebe verkaufen. Fünf Wagen erwarb die ASEAG in Aachen, die sie noch bis 1969 auf der Linie 28 der Straßenbahn Aachen einsetzte. Fünf Exemplare kamen zur Stern & Hafferl Verkehrsgesellschaft bzw. den von diesem Unternehmen betriebenen Lokalbahnen in Oberösterreich. Bei Stern & Hafferl standen vier davon bis in die 1980er Jahre im Plandienst, der letzte Wagen wurde 1999 ausgemustert und verkauft. Drei der Rheinbahn-Wagen sind erhalten geblieben.

## Geschichte

### Benrather Netz der Rheinbahn
Das sogenannte Benrather Netz umfasste zwei ursprünglich von Düsseldorf-Oberbilk über Benrath nach Hilden und weiter nach Wuppertal-Vohwinkel bzw. Solingen-Ohligs führenden Straßenbahnstrecken, die in Meterspur erbaut worden waren. Die von den Bergischen Kleinbahnen AG (BKB) erbauten Strecken hatte die Stadt Düsseldorf 1911 erworben und an die Rheinbahn verpachtet. Bis Benrath wurde die Strecke in den Folgejahren auf Normalspur umgespurt und Teil des Düsseldorfer Stadtnetzes. Pläne für die Umspurung der anschließenden Abschnitte nach Vohwinkel und Ohligs kamen nie zur Ausführung. Anfang der 1930er Jahre erwog die Rheinbahn eine Umstellung der beiden Strecken nach Vohwinkel und Ohligs auf den Bus, da die eingesetzten Fahrzeuge aus der Zeit des Baus der Strecken um 1900 überaltert waren. Die betroffenen Gemeinden wehrten sich gegen diese Pläne. Mit finanzieller Unterstützung der Anliegergemeinden bestellte die Rheinbahn daraufhin neue vierachsige Triebwagen für die beiden Linien, die ab 1936 analog zu den anderen mit Buchstaben bezeichneten sogenannten Fernlinien der Rheinbahn als Linien O (nach Ohligs) und V (nach Vohwinkel) bezeichnet wurden.
Zunächst lieferte die Düsseldorfer Waggonfabrik, die bis zur Arisierung 1933 als Gebr. Schöndorff firmiert hatten, ab Juni 1935 vier Vorserienfahrzeuge, die ausführlich erprobt wurden und sich schnell bewährten. 1936 kamen zehn Triebwagen als Hauptserie zur Auslieferung. Die Rheinbahn konnte daraufhin den Planbetrieb der beiden Linien, für die im neu eingeführten 20-Minuten-Takt insgesamt zehn Umläufe benötigt wurden, vollständig mit den neuen Triebwagen bedienen. Während die Vorserie zunächst noch mit Rollenstromabnehmern ausgerüstet war, erhielt die Hauptserie von Beginn an Scherenstromabnehmer, für die die Oberleitung zuvor entsprechend umgerüstet worden war. Die Drehgestelle aller Triebwagen waren so konstruiert, dass sie leicht auf Normalspur umgespurt werden konnten. Mit den neuen Fahrzeugen kamen erstmals Polstersitze in das Benrather Netz. Durch die vierachsige Ausführung boten die Fahrzeuge zudem einen deutlich besseren Fahrkomfort, so dass die neuen Fahrzeuge von den Fahrgästen gut angenommen wurden. Lediglich die im Sommer unzureichende Belüftung wurde kritisiert. Baulich passende Beiwagen konnten aus finanziellen Gründen nicht beschafft werden, nachdem der ursprünglich vorgesehene Einsatz ohne Beiwagen sich als unzureichend herausgestellt hatte. Die Rheinbahn behalf sich mit der Umspurung älterer Beiwagen aus dem Düsseldorfer Stadtnetz der Baujahre 1898 bis 1908.
Während des Krieges büßte die Rheinbahn vier der Triebwagen ein. Zunächst musste sie im Januar 1940 den Wagen 108 nach einem Brandschaden ausmustern. 1942 und 1943 wurden die Triebwagen 106, 111 und 113 bei Bombenangriffen zerstört. Mit den zehn verbliebenen Triebwagen konnte der vor dem Krieg angebotene 20-Minuten-Takt nicht mehr angeboten werden, beide Linien nach Vohwinkel und Ohligs wurden seitdem im Halbstundentakt befahren, ergänzt durch Verdichter zwischen Benrath und Hilden in der Hauptverkehrszeit.
Nach dem Krieg begann die Rheinbahn in den 1950er Jahren mit der Modernisierung der Triebwagen. Neben neuen Fahrschaltern erhielten die Fahrzeuge Sitze für das Fahrpersonal, elektrische Scheibenwischer und Sicherheitsglas. Für die Fahrgäste gab es mit dem Einbau von Lüftungsklappen in den Seitenfenstern bessere klimatische Bedingungen. Ab 1956 kamen erste Pläne zur Umstellung auf den Bus auf, so dass die Rheinbahn die Modernisierung nach vier umgebauten Fahrzeugen (Triebwagen 109, 110, 112 und 118) beendete. Lediglich die Lüftungsklappen wurden schrittweise in allen Fahrzeugen eingebaut.
Die Rheinbahn betrieb die beiden Linien O und V mit den zehn verbliebenen Triebwagen bis Anfang der 1960er Jahre. Hinter den Triebwagen kamen ab 1959 umgespurte Wagen der Baujahre 1927 bis 1929 aus dem Düsseldorfer Stadtnetz zum Einsatz, nachdem die bisherigen, bereits bis zu 50 Jahre alten Beiwagen nicht mehr der ab 1960 gültigen BOStrab entsprachen und völlig verschlissen waren. Die Strecken des Benrather Netzes lagen trotz einiger Ausbauten zu guten Teilen eingleisig in Seitenlage der Landstraßen. Das führte mit zunehmender Motorisierung zu immer mehr Problemen, die Bahnen wurden als Verkehrshindernis wahrgenommen. Anstelle der früher geplanten Umspurung stellte die Rheinbahn zum 7. Mai 1961 die Linie V nach Wuppertal-Vohwinkel ein, zunächst noch vorübergehend aufgrund eines Brückenbaus in Haan infolge der Elektrifizierung der Bahnstrecke Köln–Gruiten. Der in dichterem Takt angebotene Busersatzverkehr bewährte sich, daher beendete die Rheinbahn am 17. April 1962 auch den Betrieb der verbliebenen Linie O zwischen Benrath und Ohligs. Die noch gut erhaltenen Triebwagen wollte die Rheinbahn jedoch nicht mehr umspuren, da sie in ihrem normalspurigen Stadtnetz, das zu dieser Zeit bereits zu guten Teilen mit neueren Großraum- und Gelenkwagen betrieben wurde, keine geeigneten Einsatzmöglichkeiten sah. Sie bot sie daher zum Verkauf an. Fünf Triebwagen (107, 114–117) konnte die Rheinbahn nach Aachen verkaufen, fünf (109, 110, 112, 118, 119) an Stern & Hafferl in Österreich.

### Aachen
Die ASEAG modernisierte die übernommenen fünf Triebwagen geringfügig und ließ sie 1963 durch die Düwag und Kiepe für den Einmannbetrieb ohne Schaffner umrüsten. Da kein Beiwagenbetrieb mehr vorgesehen war, wurden die Steckdosen für die Bremsleitungen abgebaut, jedoch die eigentlich nicht mehr nötige Scharfenberg-Kupplung beibehalten. Die Triebwagen erhielten unter anderem eine Totmannschaltung, Notbremsen im Fahrgastraum, Haltewunschknöpfe sowie Fahrersitze. Eingesetzt wurden die Fahrzeuge ab dem Frühjahr 1964 auf der im Halbstundentakt bedienten Linie 28 der ASEAG zwischen Alsdorf und Eschweiler, wofür maximal vier Triebwagen benötigt wurden. Auf anderen Teilen des ASEAG-Streckennetzes kamen die Triebwagen nur ausnahmsweise bei Sonderfahrten zum Einsatz. Stationiert wurden sie im Betriebshof in Eschweiler-Pumpe. Dank eines hohen Anteils an eigenem Bahnkörper und eines guten Gleiszustands konnten die Triebwagen auf der Linie 28 ihre zulässige Höchstgeschwindigkeit ausfahren, auch der Komfort wurde dank der eingebauten Polstersitze von den Fahrgästen geschätzt. Nachdem die ASEAG am 6. Oktober 1969 ihre letzten beiden Überlandlinien eingestellt hatte, wurden die Fahrzeuge mit Ausnahme des Triebwagens 1021 (Rheinbahn 107), der als Testobjekt zum Institut für Schienenfahrzeugtechnik der RWTH Aachen überstellt wurde, ausgemustert und verschrottet.

### Stern & Hafferl

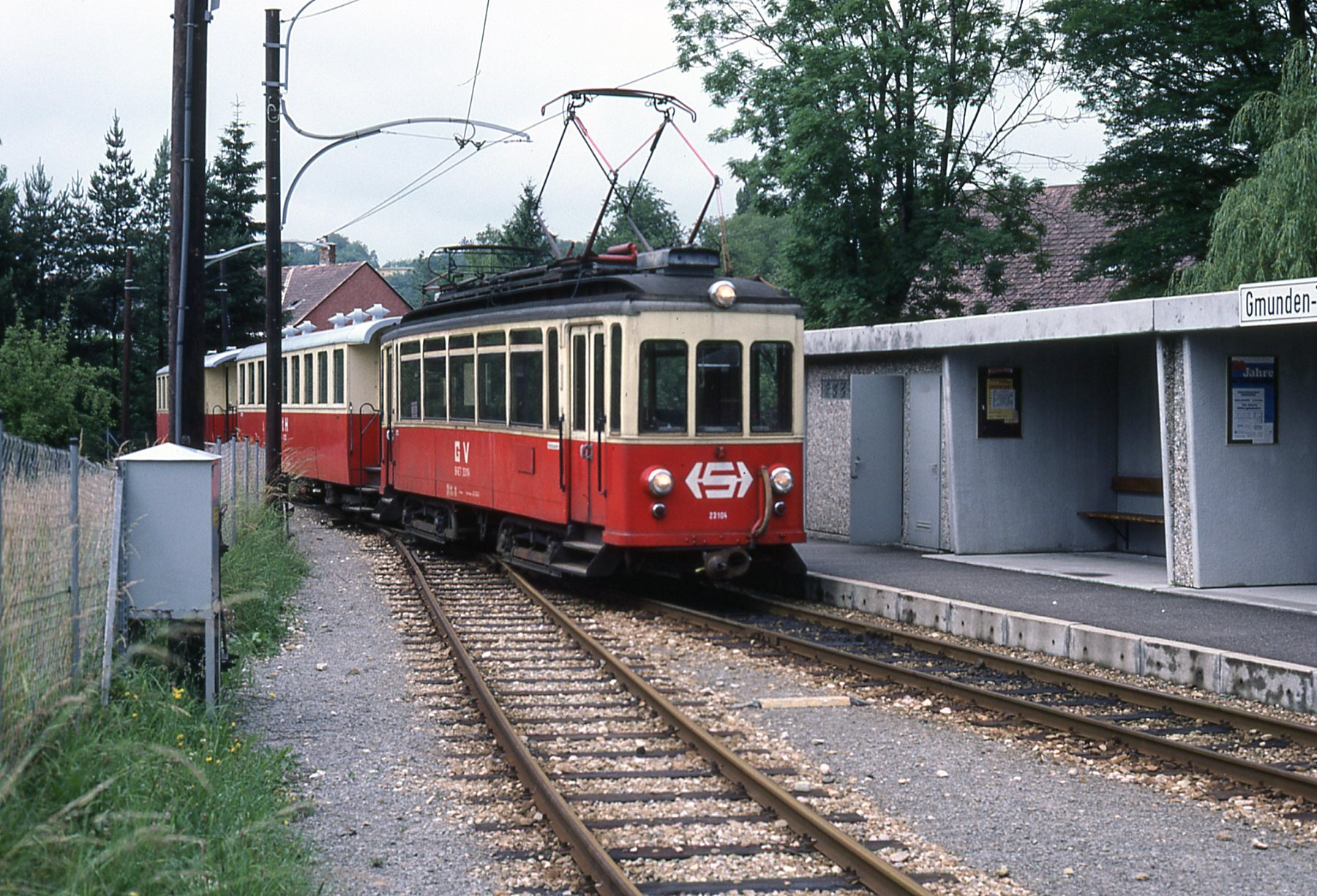
Leicht modernisierter Triebwagen 23.104 auf der Traunseebahn

Von den fünf nach Österreich verkauften Triebwagen diente Triebwagen 112 lediglich als Ersatzteilspender. Stern & Hafferl übernahm den Triebwagen 109 als ET 20.108 in den eigenen Besitz, die übrigen drei Triebwagen gingen in den Besitz der von Stern & Hafferl betriebenen Lokalbahnen Gmunden–Vorchdorf (Traunseebahn; Triebwagen 110 als ET 23.104) und Vöcklamarkt–Attersee (Atterseebahn; Triebwagen 118 und 119 als ET 26.105 und 26.106) über. Zunächst wurden zwei Wagen noch 1962 zur Werkstatt von Stern & Hafferl in Vorchdorf überstellt und am die Anforderungen des Eisenbahnbetriebs, die teilweise vom bisherigen Straßenbahneinsatz abwichen, angepasst. 1963 kamen die restlichen Triebwagen nach Oberösterreich. Ihre Anpassung für den Einsatz auf der Traunseebahn zog sich jedoch, bedingt durch die begrenzten Werkstattkapazitäten etwas hin. Triebwagen 23.104 kam ab Sommer 1964 in den Dienst, Triebwagen 20.108 jedoch erst im Juni 1967. Äußerlich wurden die vier Triebwagen abgesehen von der Lackierung in den Farben von Stern & Hafferl nur geringfügig angepasst. Die Liniennummernkästen wurden durch Positionslampen und der Zielschildkasten durch Lüftungsschlitze ersetzt, zudem erhielten die Fahrzeuge herkömmliche Mittelpufferkupplungen anstelle der Scharfenberg-Kupplungen, damit sie mit den vorhandenen Beiwagen kompatibel waren. Da die Triebwagen auch im Güterverkehr eingesetzt werden sollten, ersetzte die Werkstatt die bisherigen Trittstufen durch etwas weiter auskragende Versionen, um dem Rangierpersonal einen sicheren Standplatz bei Rangierfahrten zu bieten. Straßenbahntypische Merkmale wie Blinker und Bremsleuchten entfielen, die ebenfalls straßenbahntypische Klingel wurde durch eine Pfeife ersetzt. Technisch erhielten die Triebwagen zusätzlich zu ihren elektrischen Bremsen für den Einsatz mit Beiwagen Saugluftbremsen nach dem System Hardy, die auf beiden Strecken Standard waren.
Auf der Atterseebahn übernahmen die beiden dortigen Rheinbahn-Triebwagen den Regelbetrieb, wozu zu dieser Zeit auch noch Güterverkehr gehörte. Dank ihrer guten Motorisierung waren die Triebwagen in der Lage, die dort üblichen PmG mit mehreren Beiwagen und Güterwagen zu befördern. Die zwischen Gmunden und Vorchdorf auf der Traunseebahn eingesetzten Triebwagen 20.108 und 23.104 wurden 1976/77 äußerlich durch Einbau eines Dreilicht-Spitzensignals und Lackierung in den neuen Farben von Stern & Hafferl leicht modernisiert. Im Innenraum kamen statt der bisherigen Glühlampen Leuchtstoffröhren zum Einsatz. Nachdem einer der Attersee-Triebwagen 1982 aufgrund eines Unfalls ausgemustert worden war, verlegte Stern & Hafferl den Triebwagen 20.108 von der Traunseebahn auf die Atterseebahn. Da er auch in den Besitz der Atterseebahn überging,  erhielt er nach dem Nummerierungsschema von Stern & Hafferl die neue Nummer 26.107. Ab 1982 konnte Stern & Hafferl auf der Traunseebahn den ersten von zwei bei der Trogener Bahn in der Schweiz gebraucht erworbenen neueren Triebwagen einsetzen; damit bediente der verbliebene Rheinbahn-Triebwagen lediglich noch die wenigen Kurse ohne Beiwagen. 1985 ersetzten gebraucht aus der Schweiz von der AOMC gekaufte neuere Triebwagen die Rheinbahn-Triebwagen auf der Atterseebahn. 1987 wurde der Triebwagen 23.104 durch einen Brand schwer beschädigt und ausgemustert. Die beiden verbliebenen Triebwagen blieben bis Ende der 1990er Jahre als Reserve und für Nostalgiefahrten erhalten, bevor sie 2001 an neue Besitzer verkauft wurden.

## Technik
Die vierachsigen Triebwagen entsprachen hinsichtlich Wagenkasten und Antriebstechnik dem aktuellen Stand der Technik zu ihrer Zeit und waren gegenüber den veralteten ehemaligen BKB-Triebwagen ein erheblicher Fortschritt. Sie waren Vorläufer der Ende der 1930er Jahre entwickelten, allerdings kriegsbedingt nie realisierten vierachsigen Version der Einheitsstraßenbahnwagen. Die Fahrgastabfertigung erfolgte jedoch weiterhin durch Pendelschaffner, damals in anderen Ländern verfolgte Modernisierungskonzepte mit festen Schaffnersitzen und Fahrgastfluss fanden keinen Eingang.
Gegenüber den bisherigen alten Triebwagen waren die neuen Vierachser eine deutliche Weiterentwicklung. Auffällig waren die neu entwickelten Drehgestelle, die einen aus Rohren geschweißten Rahmen besaßen. Sie waren mit Blick auf eine eventuelle Umspurung breiter angelegt, als für Meterspur eigentlich erforderlich. Zudem war Platz für Schienenbremsen vorgesehen. Der Wagenkasten aus Stahl erhielt jeweils fünf Seitenfenster für den Fahrgastraum und vier gekoppelte Doppeltüren mit einer Breite von 1,08 Metern. Die Plattformen waren mit 755 Millimetern vergleichsweise niedrig, so dass für den Zustieg eine Trittstufe ausreichend war. Neu im Benrather Netz war auch die Ausrüstung mit von der BOStrab inzwischen vorgeschriebenen Fahrtrichtungsanzeigern. Das Dach war als niedriges, über die Plattformen gezogenes und dort zu den Stirnseiten flach auslaufendes Laternendach gestaltet. Die sich so ergebenden kleinen Belüftungsklappen im Dach erwiesen sich jedoch als unzureichend, so dass in den 1950er Jahren alle verbliebenen Fahrzeuge große Lüftungsklappen in den Fenstern erhielten. Die noch mit Stangenstromabnehmern ausgerüstete Vorserie erhielt auf dem Dach montierte flache Widerstände beidseits des mittig montierten Stromabnehmers. Die Hauptserie erhielt zwei Scherenstromabnehmer über den Drehgestellen, wobei die Widerstände nun mittig auf dem Dach hochkant montiert wurden. Die Vorserie wurde entsprechend umgerüstet. Die ursprünglich verwendeten starren Stromabnehmer von BBC wurden nach dem Krieg schrittweise durch modernere Stromabnehmer mit Wippe von Stemmann ersetzt.
Neben den Türen waren jeweils zwei kleine Seitenfenster, die zugleich als Taschen für die Flügel der handbedienten Schiebetüren fungierten. Die Stirnseiten erhielten drei gleichgroße Stirnfenster, über diesen war ein Zielschildkasten eingebaut, der links und rechts jeweils von einem Kasten für die Liniennummer und zwei kleinen Kiemenlüftern flankiert wurde. Fahrersitze waren zunächst nicht vorgesehen, diese erhielten in Düsseldorf lediglich die vier nach dem Krieg modernisierten Fahrzeuge. In Aachen und bei Stern & Hafferl wurden bei den übrigen Fahrzeugen Fahrersitze nachgerüstet. Der Fahrgastraum besaß zu den Plattformen hin beidseits kurze Längsbänke für jeweils zwei Personen, die übrigen Sitzplätze waren in Abteilanordnung montiert. Während die Vorserienfahrzeuge noch mit herkömmlichen Bolzenkupplungen ausgerüstet wurden, erhielt die Hauptserie Scharfenberg-Kupplungen, um den Rangiervorgang in Vohwinkel und Ohligs (in Benrath existierte eine Endschleife um einen Häuserblock) beim inzwischen vorgesehenen Beiwagenbetrieb zu beschleunigen. Die Vorserienfahrzeuge wurden entsprechend nachgerüstet, auch sonst wurden sie an die meisten Änderungen der Hauptserie schrittweise angepasst.

## Verbleib

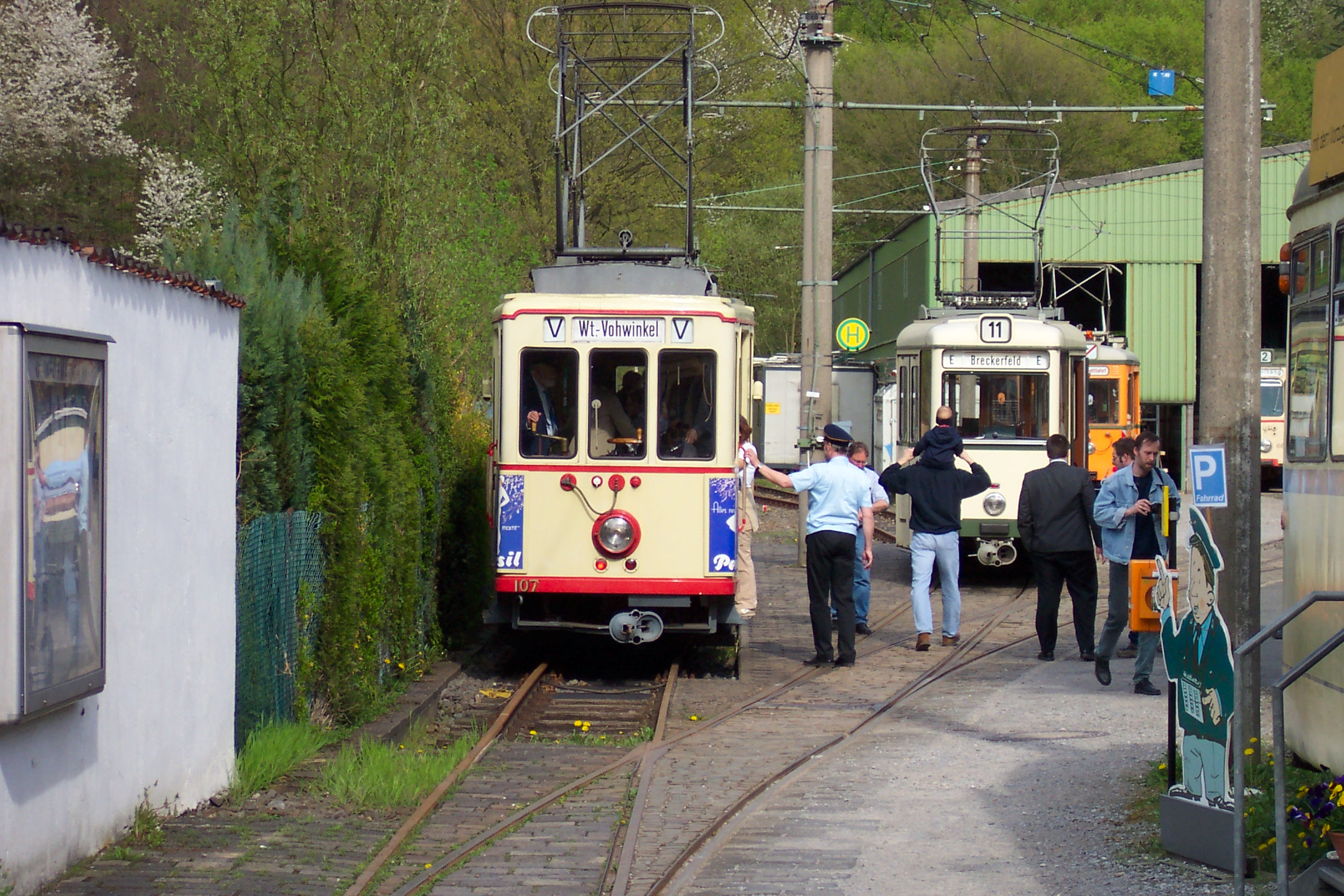
Triebwagen 107 bei den Bergischen Museumsbahnen in Kohlfurth

Drei der Rheinbahn-Triebwagen sind bislang erhalten geblieben:
- Triebwagen 107 wurde nach seinem Einsatz als ASEAG-Triebwagen 1021 zunächst einige Jahre an der RWTH Aachen als Versuchsobjekt genutzt. 1972 erhielt das Institut für diese Zwecke einen neueren Triebwagen aus Köln und bot den Düwag-Vierachser verschiedenen Museumsbahnvereinen zum Erwerb an. Er wurde schließlich von den Bergischen Museumsbahnen (BMB) erworben und zunächst mit Unterstützung durch die Rheinbahn im Düsseldorfer Betriebshof Derendorf untergestellt. Ab 1976 arbeiteten die BMB-Mitglieder den Triebwagen wieder im ursprünglichen Zustand auf, was sich trotz Hilfe durch die Rheinbahn aufgrund des schlechten Zustands über Jahre hinzog. Erst Ende 1998 konnte der Antrag zur Abnahme als betriebsfähiges Fahrzeug bei der Technischen Aufsichtsbehörde gestellt werden. Seit 1999 wird der betriebsfähige Triebwagen im Bergischen Straßenbahnmuseum in Wuppertal-Kohlfurth auf dessen Museumsbahnstrecke eingesetzt.[8]
- Triebwagen 118 wurde 2001 vom Verein Nostalgiebahnen in Kärnten für das Historama Ferlach erworben und ist seitdem dort ausgestellt.[8]
- Triebwagen 119 wurde 1999 vom Verein Linie D – Arbeitsgemeinschaft historischer Nahverkehr Düsseldorf erworben und nach Düsseldorf überführt. 2001 wurde er, optisch noch im letzten Betriebszustand bei Stern & Hafferl, zur Erinnerung an das Benrather Netz in der Fußgängerzone von Hilden, durch die er bis 1962 regelmäßig gefahren war, ausgestellt. Seitdem unterzieht der Verein das Fahrzeug einer betriebsfähigen Aufarbeitung. Dabei wurde von der bereits beim Bau der Triebwagen technisch angelegten Möglichkeit Gebrauch gemacht, das Fahrzeug auf Normalspur umzuspuren. Das Fahrzeug ist rollfähig und äußerlich dem ursprünglichen Zustand angepasst, eine Inbetriebnahme als selbständig einsetzbares Museumsfahrzeug ist jedoch aufgrund noch zu klärender weiterer Anpassungsmaßnahmen ungewiss.[8][17]

## Modell
Der Ulmer Modellstraßenbahnhersteller Gogtram bot in den 1970er Jahren ein Grundmodell nach dem Vorbild der Rheinbahn-Triebwagen 106–119 an. Neben der Ausführung in den Farben der Rheinbahn waren auch Varianten in den Lackierungen der ASEAG, von Stern & Hafferl sowie diverse Fantasiefarbgebungen im Angebot.